# Хасим Рахман
Хасим Шарифф Рахман (англ. Hasim Shariff Rahman; *7 листопада 1972, Балтимор, Меріленд, США) — американський спортсмен, професійний боксер. Чемпіон світу з боксу у важкій ваговій категорії за версією WBC, IBF та IBO (2001 рік). Тимчасовий і виключний чемпіон світу з боксу у важкій ваговій категорії за версією WBC (2005–2006 роки). Інтерконтинентальний чемпіон з боксу у важкій ваговій категорії за версією IBF (1997–1998 роки). Перемагав чемпіонів світу: Леннокса Льюїса (нокаутом), Коррі Сандерса (технічним нокаутом) та Тревора Бербіка і Альфреда Коула (рішеннями суддів).

## Статистика в боксі
| Результат   | Противник          | Спосіб                      | Раунд     | Час  | Дата              | Місце                                | Примітки |
| ----------- | ------------------ | --------------------------- | --------- | ---- | ----------------- | ------------------------------------ | --- |
| Поразка     | Олександр Повєткін | Технічний нокаут            | 2 (з 12)  | 1:46 | 29 вересня 2012   | Гамбург, Німеччина                   | Бій за титул чемпіона у важкій ваговій категорії за версіями WBA. |
| Перемога    | Гален Браун        | Технічний нокаут            | 6 (з 10)  | Н/Д  | 11 червня 2011    | Саусхевен, Міссісіпі, США            | |
| Перемога    | Маркус МакҐі       | Нокаут                      | 1 (з 8)   | 3:00 | 2 жовтня 2010     | Панама, Панама                       | |
| Перемога    | Деймон Рід         | Нокаут                      | 6 (з 10)  | 2:20 | 14 серпня 2010    | Норфолк, Вірджинія, США              | |
| Перемога    | Шеннон Міллер      | Технічний нокаут            | 4 (з 10)  | 1:37 | 19 червня 2010    | Нігара-Фоллс, Нью-Йорк, США          | |
| Перемога    | Клінтон Болдрідж   | Технічний нокаут            | 1 (з 6)   | 2:50 | 26 березня 2010   | Канзас-Сіті, Міссурі, США            | |
| Поразка     | Володимир Кличко   | Технічний нокаут            | 7 (з 12)  | 0:44 | 13 грудня 2008    | Мангейм, Баден-Вюртемберг, Німеччина | Бій за титул чемпіона у важкій ваговій категорії за версіями IBF, WBO і IBO. |
| Не відбувся | Джеймс Тоні        | Рішення атлетичної комісії  | 3 (з 12)  | 3:00 | 16 липня 2008     | Темекула, Каліфорнія, США            | В третьому раунді мало місце неумисне зіткнення головами, внаслідок чого Хасим Рахман отримав розсічення. До обстеження травми судді зарахували перемогу Джеймсу Тоні, але атлетична комісія штату Каліфорнія відмінила результат поєдинку. Бій визнано таким, що не відбувся. |
| Перемога    | Зурі Лоуренс       | Технічний нокаут            | 10 (з 10) | 2:20 | 15 листопада 2007 | Редінг, Пенсільванія, США            | |
| Перемога    | Серроне Фокс       | Технічний нокаут            | 1 (з 10)  | 2:27 | 18 жовтня 2007    | Со-Сен-Марі, Мічиган, США            | |
| Перемога    | Дікі Райан         | Технічний нокаут            | 2 (з 10)  | 0:41 | 7 вересня 2007    | Маунт-Плезант, Мічиган, США          | |
| Перемога    | Таурус Сайкс       | Рішення суддів (одностайне) | 10 (з 10) | 3:00 | 14 червня 2007    | Рочестер, Нью-Йорк, США              | |
| Поразка     | Олег Маскаєв       | Технічний нокаут            | 12 (з 12) | 2:17 | 12 серпня 2006    | Лас-Вегас, Невада, США               | Втратив титул чемпіона у важкій ваговій категорії за версією WBC. |
| Нічия       | Джеймс Тоні        | Рішення суддів (переважне)  | 12 (з 12) | 3:00 | 18 березня 2006   | Атлантик-Сіті, Нью-Джерсі, США       | Захистив титул чемпіона у важкій ваговій категорії за версією WBC. |
| Перемога    | Монте Баррет       | Рішення суддів (одностайне) | 12 (з 12) | 3:00 | 13 серпня 2005    | Чикаго, Іллінойс, США                | Виграв титул тимчасового чемпіона у важкій ваговій категорії за версією WBC. Після того, як діючий чемпіон світу Віталій Кличко залишив свій титул, Хасима Рахмана було оголошено виключним чемпіоном.                                                                         |
| Перемога    | Калі Міен          | Технічний нокаут            | 4 (з 12)  | 3:00 | 13 листопада 2004 | Нью-Йорк, Нью-Йорк, США              | |
| Перемога    | Терренс Льюїс      | Нокаут                      | 2 (з 10)  | 0:43 | 28 липня 2004     | Рочестер, Нью-Йорк, США              | |
| Перемога    | Роб Колловей       | Нокаут                      | 2 (з 10)  | 2:00 | 17 червня 2004    | Глен Берні, Меріленд, США            | |
| Перемога    | Маріо Коулі        | Технічний нокаут            | 2 (з 8)   | 2:25 | 16 квітня 2004    | Довер, Делавер, США                  | |
| Перемога    | Альфред Коул       | Рішення суддів (одностайне) | 10 (з 10) | 3:00 | 11 березня 2004   | Глен Берні, Меріленд, США            | |
| Поразка     | Джон Руїс          | Рішення суддів (одностайне) | 12 (з 12) | 3:00 | 13 грудня 2003    | Атлантик-Сіті, Нью-Джерсі, США       | Бій за титул тимчасовогочемпіона у важкій ваговій категорії за версією WBA. |
| Нічия       | Девід Туа          | Рішення суддів (роздільне)  | 12 (з 12) | 3:00 | 29 березня 2003   | Філадельфія, Пенсільванія, США       | |
| Поразка     | Евандер Холіфілд   | Відмова від продовження бою | 8 (з 12)  | 3:00 | 1 червня 2002     | Атлантик-Сіті, Нью-Джерсі, США       | |
| Поразка     | Леннокс Льюїс      | Нокаут                      | 4 (з 12)  | 1:29 | 17 листопада 2001 | Лас-Вегас, Невада, США               | Втратив титул чемпіона у важкій ваговій категорії за версіями WBC, IBF, IBO. |
| Перемога    | Леннокс Льюїс      | Нокаут                      | 5 (з 12)  | 2:32 | 22 квітня 2001    | Бракпан, Ґаутенг, ПАР                | Виграв титул чемпіона у важкій ваговій категорії за версіями WBC, IBF, IBO. |
| Перемога    | Френк Свінделл     | Відмова від продовження бою | 7 (з 10)  | 3:00 | 4 серпня 2000     | Лас-Вегас, Невада, США               | |
| Перемога    | Коррі Сандерс      | Технічний нокаут            | 7 (з 12)  | 1:50 | 20 травня 2000    | Атлантик-Сіті, Нью-Джерсі, США       | |
| Перемога    | Меріон Вілсон      | Рішення суддів (одностайне) | 10 (з 10) | 3:00 | 1 березня 2000    | Вудлоун, Меріленд, США               | |
| Поразка     | Олег Маскаєв       | Нокаут                      | 8 (з 10)  | 0:40 | 6 листопада 1999  | Атлантик-Сіті, Нью-Джерсі, США       | |
| Перемога    | Артур Уізерс       | Нокаут                      | 1 (з 10)  | 1:44 | 15 квітня 1999    | Маямі, Флорида, США                  | |
| Перемога    | Майкл Раш          | Технічний нокаут            | 5 (з 10)  | Н/Д  | 12 березня 1999   | Нью-Йорк, Нью-Йорк, США              | |
| Поразка     | Девід Туа          | Технічний нокаут            | 10 (з 12) | 2:25 | 19 грудня 1998    | Маямі, Флорида, США                  | Втратив титул інтер-континентального чемпіона у важкій ваговій категорії за версією IBF. |
| Перемога    | Геринг Лейн        | Технічний нокаут            | 2 (з 10)  | Н/Д  | 9 липня 1998      | Марксвілль, Луїзіана, США            | |
| Перемога    | Стів Пеннелл       | Нокаут                      | 2 (з 12)  | 1:48 | 21 квітня 1998    | Лейк-Чарльз, Луїзіана, США           | Захистив титул інтер-континентального чемпіона у важкій ваговій категорії за версією IBF. |
| Перемога    | Мелвін Фостер      | Технічний нокаут            | 2 (з 10)  | Н/Д  | 14 березня 1998   | Москва, Росія                        | |
| Перемога    | Джессі Фергюсон    | Рішення суддів (одностайне) | 12 (з 12) | 3:00 | 31 січня 1998     | Атлантик-Сіті, Нью-Джерсі, США       | Захистив титул інтер-континентального чемпіона у важкій ваговій категорії за версією IBF. |
| Перемога    | Туй Тоя            | Нокаут                      | 1 (з 10)  | Н/Д  | 4 грудня 1997     | Олбані, Нью-Йорк, США                | |
| Перемога    | Обед Салліван      | Рішення суддів (переважне)  | 12 (з 12) | 3:00 | 1 листопада 1997  | Нью-Йорк, Нью-Йорк, США              | Виграв титул інтер-континентального чемпіона у важкій ваговій категорії за версією IBF. |
| Перемога    | Джефф Вуден        | Нокаут                      | 9 (з 12)  | Н/Д  | 5 липня 1997      | Рочестер, Нью-Йорк, США              | |
| Перемога    | Маршалл Тіллман    | Нокаут                      | 1         | Н/Д  | 9 січня 1997      | Беверлі-Хіллз, Каліфорнія, США       | |
| Перемога    | Герман Дельґадо    | Нокаут                      | 2 (з 8)   | 1:37 | 17 грудня 1996    | Пайксвілль, Меріленд, США            | |
| Перемога    | Маркос Ґонзалес    | Нокаут                      | 1         | Н/Д  | 3 грудня 1996     | Ліверпуль, Мерсісайд, ВБ             | |
| Перемога    | Брайан Сарджент    | Технічний нокаут            | 1         | Н/Д  | 8 листопада 1996  | Лас-Вегас, Невада, США               | |
| Перемога    | Тревор Бербік      | Рішення суддів (одностайне) | 10 (з 10) | 3:00 | 15 жовтня 1996    | Атлантик-Сіті, Нью-Джерсі, США       | |
| Перемога    | Марк Янг           | Технічний нокаут            | 3         | Н/Д  | 8 серпня 1996     | Лейк-Чарльз, Луїзіана, США           | |
| Перемога    | Мартін Фостер      | Нокаут                      | 2 (з 10)  | 0:57 | 9 червня 1996     | Бушкілл, Пенсільванія, США           | |
| Перемога    | Тім Найт           | Технічний нокаут            | 4 (з 8)   | 2:43 | 4 червня 1996     | Вудлоун, Меріленд, США               | |
| Перемога    | Стівен Едвардс     | Технічний нокаут            | 2 (з 6)   | 2:34 | 3 травня 1996     | Молін, Іллінойс, США                 | |
| Перемога    | Росс П'юріті       | Рішення суддів (одностайне) | 10 (з 10) | 3:00 | 26 березня 1996   | Рочестер, Нью-Йорк, США              | |
| Перемога    | Майк Мітчелл       | Нокаут                      | 1 (з 8)   | Н/Д  | 9 березня 1996    | Атлантик-Сіті, Нью-Джерсі, США       | |
| Перемога    | Бредлі Роун        | Технічний нокаут            | 1 (з 6)   | 2:27 | 9 лютого 1996     | Атлантик-Сіті, Нью-Джерсі, США       | |
| Перемога    | Майк Робінсон      | Нокаут                      | 1         | Н/Д  | 13 грудня 1995    | Атлантик-Сіті, Нью-Джерсі, США       | |
| Перемога    | Джеймс Джонсон     | Технічний нокаут            | 3         | Н/Д  | 10 жовтня 1995    | Рочестер, Нью-Йорк, США              | |
| Перемога    | Метт Грін          | Технічний нокаут            | 2         | Н/Д  | 12 вересня 1995   | Вудлоун, Меріленд, США               | |
| Перемога    | Карл МакҐрю        | Технічний нокаут            | 1         | Н/Д  | 26 серпня 1995    | Чикаго, Іллінойс, США                | |
| Перемога    | Ларрі Девіс        | Технічний нокаут            | 2         | Н/Д  | 13 липня 1995     | Грінбелт, Меріленд, США              | |
| Перемога    | Ерік Валентайн     | Нокаут                      | 1         | Н/Д  | 6 червня 1995     | Вудлоун, Меріленд, США               | |
| Перемога    | Джефф Вільямс      | Рішення суддів (переважне)  | 4 (з 4)   | 3:00 | 28 березня 1995   | Бей-Сент-Луїс, Міссісіпі, США        | |
| Перемога    | Денніс Кейн        | Технічний нокаут            | 2 (з 4)   | Н/Д  | 11 січня 1995     | Вудлоун, Меріленд, США               | |
| Перемога    | Роберт Джексон     | Технічний нокаут            | 1 (з 4)   | Н/Д  | 6 січня 1995      | Вірджинія-Біч, Вірджинія, США        | |
| Перемога    | Грегорі Херрінгтон | Нокаут                      | 1 (з 4)   | Н/Д  | 3 грудня 1994     | Лас-Вегас, Невада, США               | |